# Żadnych marzeń
Żadnych marzeń – książka (zbiór esejów) Tomasza Burka wydana w 1987 przez wydawnictwo Polonia Book Fund w Londynie.
Autor poświęcił swoją publikację pamięci Andrzeja Kijowskiego. Przez Krzysztofa Rutkowskiego uznana została w 1988 za jedną z najważniejszych prac krytycznoliterackich ostatnich lat, a Burek nawiązał w niej do tradycji najwybitniejszej polskiej myśli krytycznej, traktującej literaturę jako wygłos procesów kulturowych obejmujących życie zbiorowe i przenikających każdą jednostkę ludzką w sposób jej właściwy. 
Autor (pisząc o literaturze) opisuje przebieg całych procesów rozgrywających się wewnątrz formacji kulturalnych w trakcie najistotniejszych przemian dokonujących się w powojennej Polsce: października 1956, marca 1968 i sierpnia 1980. Analizuje utwory literackie wyrażające wątpliwości i dylematy tych czasów, powołując się na konteksty, wypowiedzi i dzieła Witolda Gombrowicza, Czesława Miłosza, Cypriana Kamila Norwida i innych. Autor doszedł do wniosku, że zadaniem krytyka, czy historyka literatury polskiej w czasie mu współczesnym, jest rekonstrukcja hipotetycznej całości na podstawie zarówno tych zapisów, jakie powstały, jak i tych, które zaledwie powstać mogły. Przeanalizował więc polska literaturę współczesną w wymiarze podwójnym - spełnionym oraz potencjalnym. W tym kontekście pisarstwo Burka jest wersją poezji-krytyki, która była marzeniem Andrzeja Kijowskiego.